# Войнаровський Вячеслав Анатолійович
Вячеслав Анатолійович Войнаровський (пол. Wiaczesław Wojnarowśkyj (Wiaczesław Wojnarowski); англ. Viacheslav Voinarovskyi; 14 листопада 1971, Львів, УРСР, СРСР) — український дипломат. Представник Міністерства закордонних справ України у Львові. Генеральний консул України в Кракові (з 2020). Дипломатичний ранг - Надзвичайний і Повноважний Посланник другого класу Указ Президента України №439/2021.

## Життєпис
У 1997 році закінчив Львівську академію мистецтв, а в 2001 — Львівський Національний Університет імені Івана Франка, за спеціальністю «Міжнародне право».
У 1997—1998 роках працював у Львівській обласній державній адміністрації на посаді провідного спеціаліста Організаційного відділу, а потім — консультанта заступника голови — керівника секретаріату.
З 1998 року працює у Міністерстві закордонних справ України на посаді ІІІ секретаря Відділу інформатики Управління організаційно-технічного забезпечення, а згодом ІІІ секретаря Відділу закордонних установ Управління кадрів і учбових закладів МЗС України.
У 1998–2002 працював III секретарем з питань культурно-гуманітарного співробітництва Посольства України в Республіці Польща.
У 2002–2005 роках – Представник Міністерства закордонних справ України у Львові і перший керівник Представництва МЗС України у Львові, започаткувавши роботу цієї установи.
З 1 серпня 2005 року до 31 травня 2009 року  - радник, керівник Консульського відділу Посольства України в Республіці Польща.
З 7 вересня 2009 року до 13 березня 2020 року вдруге працював на посаді Представника МЗС України у Львові - керівника установи, консульський округ якої охоплював сім західних областей.
14 березня 2020 року призначений Генеральним консулом України в Кракові.
Почесний громадянин міста Конотоп Сумської області, за рішенням Виконавчого комітету Конотопської міської ради №24 від 19.01.2023 року.
Учасник Студентської революції на граніті, Помаранчевої революції та Революції гідності.
Професійна діяльність Вячеслава Войнаровського була неодноразово відзначена різними нагородами: Верховної Ради України, Прем’єр-міністра України, Міністра закордонних справ України та МЗС України, Голови Державної прикордонної служби України та регіональних управлінь ДПСУ, Державної митної служби України, Міністерства оборони України, Національної гвардії України, посольств США, Болгарії та Генерального консульства Республіки Польща у Львові, регіональних органів виконавчої влади та місцевого самоврядування: Львівської, Волинської, Тернопільської, Івано-Франківської та Закарпатської областей, а також багатьох громадських і благодійних організацій.

## Автор праць
- Leopolis Consulari: Storinkamy istoriï konsulʹsʹkoho Lʹvova, В. А. Войнаровський, Літопис, 2013, Обсяг 275 стор. ISBN 9668853326, ISBN 9789668853326.[3]

## Нагороди та відзнаки
- Грамота Верховної Ради України (2012)[4]
- Почесна грамота Верховної Ради України[5]
- Подяка Премєр-міністра України
- Подяка Міністерства закордонних справ України
- Почесна грамота Міністерства закордонних справ України
- Нагрудний знак Міністерства закордонних справ України „Відзнака МЗС України“
- Нагрудний знак Міністерства закордонних справ України „За сумлінну службу“
- Подяка Львівської обласної державної адміністрації
- Почесна грамота Львівської обласної державної адміністрації
- Медаль „За заслуги перед Прикарпаттям“
- Подяка Львівської обласної ради
- «Відзнака обласної ради» (2016, Львів)[6]